# پانچو

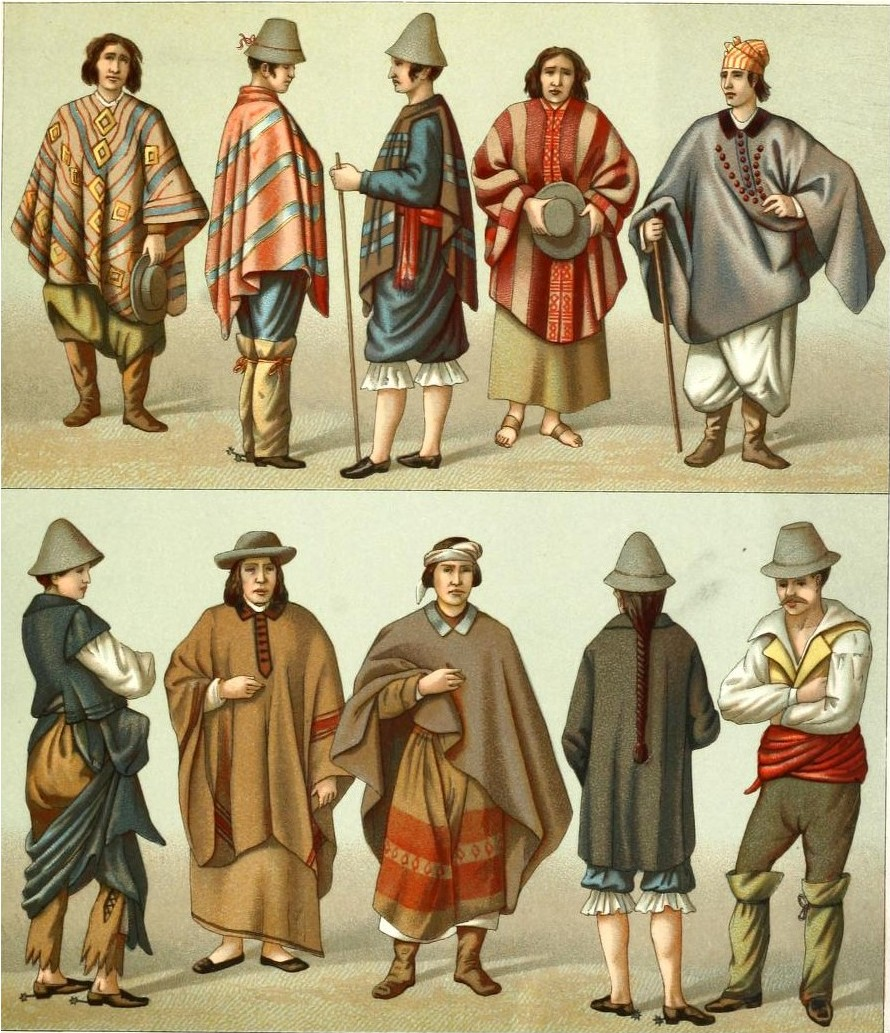
نگاره‌ای از انواع پانچوها

پُنچو (به اسپانیایی: Poncho) پوششی سنتی است که ریشه در فرهنگ‌های نخستین آمریکای لاتین دارد. پُنچو پارچهٔ پشمی یا نخی مستطیل یا دایره شکلی است که در میانش حفره‌ای برای خروج سر وجود دارد. پُنچوها برای محافظت در برابر سرما یا باران پوشیده می‌شوند که در حالت دوم از مواد ضدآب برای ساختن آن‌ها استفاده می‌شود و معمولاً یقه‌ای نیز برای آن‌ها طراحی می‌گردد.
پُنچوها در رنگ‌های گوناگون تولید می‌شوند. سابقهٔ پوشیدن پُنچوها به دوران پیشاکلمبی بازمی‌گردد که هنوز هم رواج داشته و امروزه مورد توجه طراحان مد است. در کشورهایی مانند شیلی، کلمبیا، آرژانتین، مکزیک و برزیل پُنچوهایی با نام‌ها و ویژگی‌های منحصر به‌فرد یافت می‌شود.